# Geum hirtigenum
Geum hirtigenum är en rosväxtart som beskrevs av Borb.. Geum hirtigenum ingår i släktet nejlikrotsläktet, och familjen rosväxter. Inga underarter finns listade i Catalogue of Life.